# Gail Zappa
Pour les articles homonymes, voir Zappa (homonymie).
Adelaide Gail Zappa, née Sloatman le 1er janvier 1945 à Philadelphie (Pennsylvanie) et morte le 7 octobre 2015 à Los Angeles (Californie), est une femme d'affaires américaine.
Épouse du musicien et compositeur Frank Zappa, elle est la curatrice du Zappa Family Trust, qui a continué durant les vingt-deux années suivant sa mort à publier l'imposante œuvre de son mari pour la porter à plus de 100 albums parus. 

## Biographie

### Jeunesse
Gail Sloatman, fille d'un chercheur d'armes nucléaires de l'US Navy, naît à Philadelphie, en Pennsylvanie et grandit à Hollywood où parmi ses amis d'enfance figure Jim Morrison. Après avoir passé quelque temps avec sa famille en Angleterre où son père est affecté en 1959, elle travaille au Bureau de recherche et développement de la Marine, puis déménage à New York où elle étudie au Fashion Institute of Technology au milieu des années 60. Après être retournée à Los Angeles, elle rencontre Kim Fowley avec qui elle enregistre sous le nom Bunny and Bear,. Elle fait une très brève apparition avec son petit ami musicien Bobby Jameson dans le film documentaire Mondo Hollywood (en) tourné en 1966. Elle rencontre Vito Paulekas (en) et Carl Franzoni, les meneurs de ce qui est devenu connu sous le nom « Freak Scene » à Los Angeles et de son propre aveu avait quelque chose d'une groupie.

### Mariage et enfants
Elle rencontre Frank Zappa en 1966 par l'intermédiaire d'un ami commun, Bobby Jameson (en), alors qu'elle travaille comme secrétaire au night-club Whisky a Go Go sur Sunset Strip à Los Angeles. Ils se marient lors d'une cérémonie civile le 21 septembre 1967 alors qu'elle est à un stade très avancé de la grossesse de sa fille, Moon Unit Zappa qui naît une semaine après leur mariage. Leur union donne naissance à trois autres enfants Dweezil Zappa, Ahmet Zappa et Diva Zappa. Gail Zappa est par ailleurs la tante de l'actrice et mannequin Lala Sloatman (en).

### Gestion de la fiducie familiale Zappa
Après la mort de Frank Zappa en 1993, Gail Zappa supervise la commercialisation de ses enregistrements, dont plusieurs œuvres précédemment indisponibles, en vertu de la fiducie familiale Zappa. La fiducie détient le titre et le copyright des produits musicaux et artistiques de Frank Zappa, ainsi que son image commerciale,. Grâce aux archives sonores conservées dans un endroit nommé The Vault, elle supervise, à raison d'un album posthume par an, la commercialisation de l'œuvre de son mari. Le centième album, Dance me This est publié en juin 2015.

#### Procès
En 2008, la fiducie familiale Zappa poursuit les organisateurs du festival des Zappanales organisé près de Bad Doberan en Allemagne, exigeant qu'ils changent le nom du festival, enlèvent leurs affiches promotionnelles (qui contenait supposément une marque commerciale déposée d'une moustache similaire à celle de Frank Zappa) et enlèvent la statue à son effigie installée au centre de la ville depuis 2002. En janvier 2009, le tribunal statue en faveur des Zappanales après que leur défense ait fait valoir que la fiducie familiale Zappa ne vend ses produits que sur Internet, n'accepte que des dollars américains et qu'elle n'a pas effectivement exercé ses droits de marque en Allemagne depuis plus de cinq ans. Le tribunal statue également que l'utilisation de la moustache est suffisamment différente dans la marchandisation des Zappanales pour ne pas générer de confusion entre les deux.

### Mort
Gail Zappa meurt à Los Angeles le 7 octobre 2015 à l'âge de 70 ans. Rolling Stone et TMZ rapportent qu'elle est morte à la suite d'un long combat contre un cancer des poumons.
Elle est inhumée aux côtés de son époux au Westwood Village Memorial Park Cemetery à Los Angeles.